# Пам'ятник Тарасові Шевченку (Бучач, вулиця Шевченка)
Пам'ятник Тарасові Шевченку в Бучачі — пам'ятник українському поетові Тарасові Григоровичу Шевченку в місті Бучачі на Тернопільщині.
Пам'ятка монументального мистецтва місцевого значення, охоронний номер 999.
Робота Тернопільських художньо-виробничих майстерень. Погруддя виготовлене з каменю, постамент — із мармурової крихти. Висота погруддя — 0,8 м, постаменту — 2,2 м.
Встановлений у 1968 році навпроти залізничної станції.
2003 року був перевстановлений на вулиці Шевченка біля музичної школи.